# سعید درخشندی
سعید درخشندی عضو پیشین انجمن اسلامی دانشگاه یزد و از فعالان دانشجویی در ایران است که در ۳۰ مرداد ۱۳۸۵ به همراه ابوالفضل جهاندار بازداشت شدند. اتهامات این دو ابتدا مواردی همچون داشتن رایانامه‌های محرمانه، برنامه‌ریزی برای تسخیر صدا و سیما، رابطهٔ نامشروع از طریق داشتن عکس یادگاری دسته‌جمعی با دانشجویان و غیره عنوان شد اما پس از چندی متهم به اقدام علیه امنیت ملی شدند.
او به ۲٫۵ سال حبس محکوم شد که دادگاه تجدید نظر نیز آن را تأیید کرد؛ قاضی دادگاه تجدید نظر این موضوع را چند روز بعد از صدور حکم، اعلام عمومی کرد.
وی در زندان اوین محکومیت خود را گذراند.
مجتبی درخشندی پدر سعید نیز به دلیل برخی اتهامات به حکم قاضی پرونده (سعید مرتضوی) بازداشت و چندی بعد با قرار وثیقه آزاد شد.